# محاصره لائودیکیه (۱۱۱۹)
محاصره لائودیسه نبردی بود که منجر به تصرف شهر لائودیسه در ترکیه امروزی توسط ارتش بیزانس در سال ۱۱۱۹ شد.

## زمینه
امپراتور بیزانس، ژان دوم کومننوس، پس از بر تخت نشستن در سال ۱۱۱۸، با حضور مداوم ترک‌ها در فریگیه و در امتداد رودخانه میاندر مواجه شد. ژان برای تسخیر مجدد شهر لائودیسه برنامه‌ریزی کرد و در بهار ۱۱۱۹ ارتشی را علیه آن رهبری کرد.

## محاصره
هنگامی که ارتش به شهر بیزانسی فیلادلفیا رسید، جان یک اردوگاه مستحکم ساخت و نیرویی را زیر نظر ژان آکسوش بزرگ برای حمله به لائودیسه فرستاد.  شهر توسط ۷۰۰-۸۰۰ ترک تحت فرماندهی با تجربه آلپ-قارا دفاع می‌شد.   اندکی بعد، ارتش ژان به لائودیسه لشکر کشید و استحکاماتی در اطراف شهر ساخت.  شهر با مقاومت کمی سقوط کرد. 

## عواقب
ژان یک پادگان تعیین کرد و شهر را با تدارکات کافی پر کرد.  سپس به قسطنطنیه بازگشت.